# Премећа
Премећа је насеље у Србији у општини Чачак у Моравичком округу. Према попису из 2022. било је 171 становника.

## Демографија
У насељу Премећа живи 279 пунолетних становника, а просечна старост становништва износи 47,8 година (48,4 код мушкараца и 47,2 код жена). У насељу има 108 домаћинстава, а просечан број чланова по домаћинству је 2,96.
Ово насеље је великим делом насељено Србима (према попису из 2002. године), а у последња три пописа, примећен је пад у броју становника.
|  |

| Демографија | Демографија | Демографија |
| Година      | Становника  | Становника  |
| ----------- | ----------- | ----------- |
| 1948.       | 712         |             |
| 1953.       | 720         |             |
| 1961.       | 659         |             |
| 1971.       | 547         |             |
| 1981.       | 475         |             |
| 1991.       | 360         | 360         |
| 2002.       | 320         | 328         |
| 2011.       | 238         |             |

| Етнички састав према попису из 2002.‍ | Етнички састав према попису из 2002.‍ | Етнички састав према попису из 2002.‍ | Етнички састав према попису из 2002.‍ | Етнички састав према попису из 2002.‍ |
| ------------------------------------ | ------------------------------------ | ------------------------------------ | ------------------------------------ | ------------------------------------ |
|                                      |                                      |                                      |                                      |                                      |
| Срби                                 | Срби                                 |                                      | 314                                  | 98,12%                               |
| Црногорци                            | Црногорци                            |                                      | 5                                    | 1,56%                                |
| Хрвати                               | Хрвати                               |                                      | 1                                    | 0,31%                                |
| непознато                            | непознато                            |                                      | 0                                    | 0,0%                                 |

| Година пописа     | 1948. | 1953. | 1961. | 1971. | 1981. | 1991. | 2002. |
| ----------------- | ----- | ----- | ----- | ----- | ----- | ----- | ----- |
| Број домаћинстава | 137   | 143   | 147   | 138   | 128   | 111   | 108   |

| Број чланова      | 1  | 2  | 3  | 4  | 5  | 6 | 7 | 8 | 9 | 10 и више | Просек |
| ----------------- | -- | -- | -- | -- | -- | - | - | - | - | --------- | ------ |
| Број домаћинстава | 26 | 31 | 11 | 18 | 12 | 4 | 5 | 1 | 0 | 0         | 2,96   |

| Пол    | Укупно | Неожењен/Неудата | Ожењен/Удата | Удовац/Удовица | Разведен/Разведена | Непознато |
| ------ | ------ | ---------------- | ------------ | -------------- | ------------------ | --------- |
| Мушки  | 153    | 47               | 86           | 17             | 3                  | 0         |
| Женски | 139    | 28               | 85           | 26             | 0                  | 0         |
| УКУПНО | 292    | 75               | 171          | 43             | 3                  | 0         |

| Пол    | Укупно                    | Пољопривреда, лов и шумарство | Рибарство                            | Вађење руде и камена | Прерађивачка индустрија       |
| ------ | ------------------------- | ----------------------------- | ------------------------------------ | -------------------- | ----------------------------- |
| Мушки  | 77                        | 54                            | 0                                    | 0                    | 14                            |
| Женски | 46                        | 37                            | 0                                    | 0                    | 2                             |
| УКУПНО | 123                       | 91                            | 0                                    | 0                    | 16                            |
| Пол    | Производња и снабдевање   | Грађевинарство                | Трговина                             | Хотели и ресторани   | Саобраћај, складиштење и везе |
| Мушки  | 0                         | 1                             | 4                                    | 0                    | 1                             |
| Женски | 0                         | 0                             | 3                                    | 0                    | 0                             |
| УКУПНО | 0                         | 1                             | 7                                    | 0                    | 1                             |
| Пол    | Финансијско посредовање   | Некретнине                    | Државна управа и одбрана             | Образовање           | Здравствени и социјални рад   |
| Мушки  | 0                         | 0                             | 0                                    | 0                    | 0                             |
| Женски | 0                         | 0                             | 0                                    | 2                    | 2                             |
| УКУПНО | 0                         | 0                             | 0                                    | 2                    | 2                             |
| Пол    | Остале услужне активности | Приватна домаћинства          | Екстериторијалне организације и тела | Непознато            | Непознато                     |
| Мушки  | 3                         | 0                             | 0                                    | 0                    | 0                             |
| Женски | 0                         | 0                             | 0                                    | 0                    | 0                             |
| УКУПНО | 3                         | 0                             | 0                                    | 0                    | 0                             |